# ويغينز (كولورادو)
ويغينز (بالإنجليزية: Wiggins, Colorado)‏ هي بلدة تقع في مقاطعة مورغان، كولورادو بولاية كولورادو في الولايات المتحدة. تأسست عام 1882، تبلغ مساحتها 2.3 (كم²)، وترتفع عن سطح البحر 1389 م، بلغ عدد سكانها 893 نسمة في عام 2010 حسب إحصاء مكتب تعداد الولايات المتحدة وتصل الكثافة السكانية فيها 388.3 نسمة/كم2.

## وصلات خارجية
- Town website
- The US50 - Cities and Towns in Colorado State
- Colorado Cities and Towns, Facts, Map, Flag, Colleges, Government, and More